# Bartosz Zawadzki
Bartosz CHUPA Zawadzki (ur. 19 października 1984 w Poznaniu) – polski wokalista i autor tekstów. Uczestnik drugiej edycji programu telewizyjnego The Voice of Poland. Członek zespołów NoNe, The Old Cinema, Bare Assed, Neurothing czy Giorgio Barmani & The White Play Boys.

## Życiorys
Bartosz Zawadzki swoją działalność muzyczną zaczął w wieku 17 lat. Już w 2003 z zespołem Bare Assed wydał pierwszą EP-kę pt. "s2s promo 2003", przy której współpracowali z Przemysławem Wejmannem. Następnego roku wraz z kolegami z zespołu Cambrel wydali EP-kę o tej samej nazwie co zespół. W 2005 roku wydał kolejną EP-kę z zespołem Bare Assed pt. "Embareassed". Tego samego roku Zawadzki dołączył do zespołu Neurothing, z którym jeszcze w tym samym roku wydał EP-kę pt. "Vanishing Celestial Bodies". W 2006 roku muzyk dołączył do zespołu The Old Cinema. W 2007 roku nagrali wspólnie EP-kę pt. "Only Fallen Tears", która została dobrze przyjęta. Prodkucją zajął się Robert Friedrich – współzałożyciel takich zespołów jak Flapjack czy Acid Drinkers. Tego samego roku Zawadzki postanowił odejść z Neurothing i przejść do zespołu NoNe. W 2008 wraz z zespołem The Old cinema wystąpił gościnie w utworze Pięć Dwa Dębiec pt."Rise Up!". Tego samego roku Zawadzki wydaje pierwszy album studyjny z zespołem NoNe pt. The Rising. Kolejnego roku Zawadzki z NoNe wydał akustyczny album My Only Heart of Lion, który był poświęcony pamięci założyciela zespołu Aleksandra Mendyka. W 2011 roku Zawadzki wydał swój pierwszy album studyjny z zespołem The Old Cinema zatytułowany "Anthems In The Open Air". Tego samego roku muzyk założył swój pierwszy autorski zespół: Giorgio Barmani & The White Play Boys. W listopadzie 2012 Zawadzki wydał kolejny album z NoNe Six. W styczniu 2013 roku podjął współpracę z kompozytorem muzyki filmowej Bartkiem Gliniakiem i zaśpiewał do dwóch piosenek w filmie "Ostra Randka 3D".
6 maja 2016 ukazał się jego solowy debiut w postaci płyty Roxxx. Na płycie znalazło się 13 rockowych kompozycji.
Zawadzki aktualnie pracuje w poznańskim klubie Muchos.

## Dyskografia
CHUPA 
- Roxxx (06 maja 2016)

NoNe
- The Rising (7 lipca 2008)
- My Only Heart of Lion (22 grudnia 2009, DVD+CD)[8]
- Six (20 listopada 2012)

The Old Cinema
- "Anthems In The Open Air" (31 października 2011)
- "Only Fallen Tears" (2007)

Bare Assed
- "s2s promo 2003" (2003)
- "Embareassed"(2005)

Neurothing
- Vanishing Celestial Bodies (2005)

Cambrel
- Cambrel EP (2004)

Występy gościnne
- Pięć Dwa – P-ń X (2008)
- Pięć Dwa – T.R.I.P. (2009)[9]
- Pięć Dwa – N.E.O. (2014)[10]